# Розмаїття ліцензій
Розмаїття ліцензій (англ. license proliferation — букв. «породження (розмноження) ліцензій») — одна з «хвороб» вільного і відкритого ПЗ і вільного вмісту. Проблема полягає в тому, що автори завжди мають спокусу поширювати свій код не під однією з поширених ліцензій (наприклад, BSD або GPL), а під рідкіснішою, або навіть скласти абсолютно нову, але, разом з тим, вільну ліцензію для свого проєкту. При цьому через взаємосуперечність умов різних ліцензій багато вільні ліцензії є несумісними між собою. Необачний вибір ліцензії призводить до складнощів: розробники проєкту і робіт похідних від нього не можуть використовувати код, що розповсюджується під несумісною ліцензією, без додаткової ліцензійної угоди з правовласниками. Зростання кількості несумісних ліцензій є проблемою для однієї з головних переваг вільних робіт — можливості використання коду й інших частин з інших проєктів[джерело?].

## Боротьба з розмаїттям ліцензій

### Google Code
Google надає безплатний хостинг Google Code для розробки вільного ПЗ, але жорстко обмежує вибір ліцензії. Хостинг Google Code дозволяє розміщувати тільки проєкти, що використовують:
- Ліцензію Apache 2;
- Ліцензію BSD (сучасні варіанти);
- GPL 2 або 3;
- LGPL;
- Mozilla Public License;
- Eclipse Public License;
- Ліцензію MIT;
- Ліцензію Perl (Artistic License[en] і GPL).

До серпня 2008 року ліцензії Mozilla та Eclipse заборонялося використовувати на Google Code. За словами інженера Google, це рішення мало на меті боротьбу з розмаїттям ліцензій та було скасоване через популярність цих двох ліцензій. Mozilla Public License раніше вже використовувалася в проєктах на Google Code і в серпні знову була дозволена; ліцензію Eclipse схвалено вперше.
Кріс Дібона також назвав малу поширеність і відсутність офіційного схвалення Open Source Initiative причиною відсутності в списку в серпні 2008 року ліцензії GNU Affero General Public License, з якої сумісні GPLv3 та оригінальна Affero GPL..

### OSI
Згідно з рішенням Open Source Initiative, понад 70 різних ліцензій можна офіційно вважати відкритими. Такий підхід спричинив критику організації; наприклад, Марк Шаттлворт стверджує, що OSI відповідальна за зростання розмаїття ліцензій, і тепер повинна допомогти його обмежити. У липні 2006 OSI опублікувала звіт комітету з розмаїття ліцензій (Report of License Proliferation Committee) і обрала 9 відкритих ліцензій, які широко використовуються і за якими стоять сильні спільноти. Однак у звіті OSI не зважилася давати рекомендацій щодо вибору ліцензій.

### Фонд вільного ПЗ
Фонд вільного програмного забезпечення рекомендує використовувати тільки ліцензії, сумісні з GNU GPL, і публікує список відповідних ліцензій на своєму сайті. На думку представників Фонду вільного ПЗ, третя версія GPL гнучкіша і більш сумісна з іншими ліцензіями, ніж попередні версії GPL, отже, повинна пом'якшити ефект розмаїття ліцензій.